# Прва ескадрила НОВЈ
Прва ескадрила НОВЈ формирана је 22. априла 1944. на аеродрому Бенина у Либији, на основу договора НКОЈ са савезничком Командом Средоземља, наређењем Команде Медитеранског савезничког ваздухопловства МААФ (ен. Mediterrainean Air Force) бр. 6300, од 1. фебруара 1944. као Југословенски сквадрон број 352 (ен. 352nd Yugoslav Squadron RAF).
Ескадрила је образована по ратној формацији прописаној за покретни ловачко-бомбардерски сквадрон РАФ-а, са два винга од по 8 авиона Спитфајер (ен. Spitfire). Летачко и техничко особље сачињавали су кадрови који су из југословенског краљевског ратног ваздухопловства прешли у НОВЈ, и кадрови из Прве ваздухопловне базе НОВЈ.
РАФ (ен. Royal air Force) је снабдео ескадрилу авионима и ратном техником и извршио обуку пилота у својим наставним центрима.
Након обуке ескадрила је пребачена на аеродром Кане (ит. Cannae) на јадранској обали Италије. Први борбени задатак ескадрила је обавила 18. августа 1944.
Ескадрила је у тактичком погледу и у погледу снабдевања и техничке подршке била потчињена 281. вингу Балканског ратног ваздухопловства (ен. Balkan Air Force), у саставу РАФВР (ен. Royal Air Force Voluntary Reserve). Извршавала је борбене задатке над територијом Југославије на основу захтева јединица и установа НОВЈ на терену. Особље је носило обележја НОВЈ (црвену звезду петокраку на прописаној шајкачи напред) и британска обележја (са стране), као и двојне ознаке чинова. Авиони су такође носили двојна обележја.
Први командант ескадриле био је капетан Милета Протић, политички комесар Фрањо Клуз, командир „А“ флајта - капетан Ратко Јовановић, а командир „Б“ флајта - капетан Аркадије Попов. Кроз ескадрилу је током рата прошло 27 пилота, од којих је 10 погинуло, међу којима и командант ескадриле и оба командира флајтова. Међу погинулима је и капетан Фрањо Клуз, први пилот НОВЈ и народни херој.
Прва ескадрила НОВЈ је за непуних девет месеци рата извршила 367 ратних задатака са 1210 авиополетања. Ови задаци обухватили су бомбардовања, ловачку заштиту и извиђање. Користила је полазне аеродроме Кане, Вис и Земуник.
За борбени рад Првој и Другој ексадрили НОВЈ британски Ваздухопловни савет одао је признање:
"У овом историјском времену, када је наш заједнички заклети непријатељ платио своју агресију потпуним поразом, Ваздухопловни савет изражава своје дивљење витешком и одлучном уделу који су одиграли официри и људство југословенског ваздухопловства на важним поприштима у Средоземном мору и на јужној обали Европе. Ваздухопловни савет је свестан неуморне борбе ваших земљака против нападача и очекује да ће се у доба мира наставити другарство наше земље и херојске Југославије."
Након завршетка Другог светског рата дана 16. маја Прва ескадрила је исписана из састава РАФ-а и 18. маја са Другом ескадрилом формира 1. ловачки пук.